# Ethylhexyl metoxycinamát
Ethylhexyl metoxycinamát (zkr. EHMC nebo oktyl metoxycinamát, zkr. OMC; nebo oktinoxát, anglicky octinoxate) je chemická sloučenina, nalézající se v lacích na vlasy, parfémech, krémech na opalování, balzámech na rty, rtěnkách, pleťových krémech a jiných přípravcích běžné denní spotřeby. V krémech na opalování plní funkci tzv. UV filtru.

## Zdravotní nebezpečí
Dle vědců z Masarykovy univerzity je tato látka pod vlivem ultrafialového záření nestabilní, tj. dochází u ní k izomerizaci, a může být pro lidskou DNA toxická.
Má schopnost napodobovat funkci některých hormonů a řazen mezi endokrinní disruptory, vykazuje estrogenní i antiandrogenní účinek a schopnost ovlivňovat funkci štítné žlázy.

## Nebezpečí pro korály
Thajsko zakázalo v srpnu 2021 opalovací krémy obsahující ethylhexyl metoxycinamát (a některé dalších chemikálie), protože mohou vést k poškození korálů v chráněných oblastech narušením jejich reprodukce. 

## Stereochemie
Oktylmethoxycinnamát obsahuje chirální atom uhlíku a dvojnou vazbu, Proto oktylmethoxycinnamát se může skládat ze čtyř stereoizomerů:
| Enantiomery Ethylhexyl metoxycinamát | Enantiomery Ethylhexyl metoxycinamát | Enantiomery Ethylhexyl metoxycinamát |
| ------------------------------------ | ------------------------------------ | ------------------------------------ |
|                                      | (R)-tvar                             | (S)-tvar                             |
| (E)-tvar                             |                                      |                                      |
| (Z)-tvar                             |                                      |                                      |